# Tom Tomsk
Futbolnyj Kłub „Tom” Tomsk (ros. Футбольный клуб «Томь» Томск) – rosyjski klub  piłkarski z siedzibą w Tomsku na Syberii, występujący w rozgrywkach Wtoroj diwizion.

## Dotychczasowe nazwy
- 1957: Burewiestnik Tomsk (ros. «Буревестник» Томск)
- 1958: Tomicz Tomsk (ros. «Томич» Томск)
- 1959–1960: Sibelektromotor Tomsk (ros. «Сибэлектромотор» Томск)
- 1961–1963: Tomicz Tomsk (ros. «Томич» Томск)
- 1964–1967: Torpedo Tomsk (ros. «Торпедо» Томск)
- 1968–1973: Tomles Tomsk (ros. «Томлес» Томск)
- 1974–1978: Torpedo Tomsk (ros. «Торпедо» Томск)
- 1979–1987: Manomietr Tomsk (ros. «Манометр» Томск)
- Od 1988: Tom Tomsk (ros. «Томь» Томск)

## Historia
Drużyna piłkarska Burewiestnik została założona w mieście Tomsk w 1957 roku. W tymże roku klub debiutował w Klasie B, grupie Dalekowschodniej Mistrzostw ZSRR i występował w niej 6 sezonów. W 1963 po reorganizacji systemu lig ZSRR klub spadł do ligi niższej.
W 1966 klub ponownie startował w Drugiej Grupie A, podgrupie 3 i występował w niej 4 sezony. W 1970 po kolejnej reorganizacji systemu lig ZSRR klub spadł do Drugiej Ligi, w której występował do 1989. W latach 1990–1991 występował w Drugiej Niższej Lidze.
W Mistrzostwach Rosji klub startował w Pierwszej Dywizji, grupie Wschodniej i występował w niej dwa sezony, a następnie w sezonach 1994–1997 zmagał się w Drugiej Dywizji, grupie Wschodniej. W 1998 powrócił w Pierwszej Dywizji i występował w niej do 2004.
Do Premier Ligi klub awansował po raz pierwszy w 2005 roku.
W sezonie 2020/2021 klub spadł do Drugiej Dywizji.

## Sukcesy
- 2 miejsce w Klasie B ZSRR, grupie 6: 1958
- 1/8 finału Pucharu ZSRR: 1960
- 8 miejsce w Rosyjskiej Premier Lidze: 2006
- 1/2 finału Pucharu Rosji: 2008